# Pilocrocis modestalis
Pilocrocis modestalis là một loài bướm đêm trong họ Crambidae.